# Quirino (mitología)

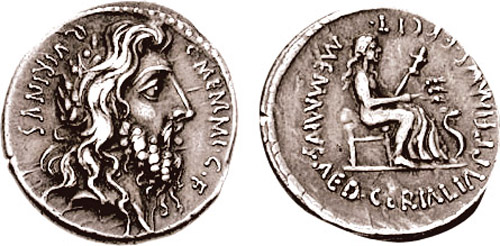
Denario emitido en 54 a. C. por Cayo Memmio, en cuyo reverso aparece la figura de Qurino/Rómulo sedente.

En la mitología romana, Quirino era un antiguo dios del estado romano. En la Roma de Augusto, Quirino era también un epíteto de Jano, como Ianus Quirinus.

## Historia
Dio su nombre a la colina del Quirinal de Roma, donde fue su templo. Quirino, en su origen, fue posiblemente un dios de la guerra sabino. Los griegos lo asimilaron a Ares el Bélico.
Quirino es el sobrenombre con el que se veneró a Rómulo tras su ascensión a los Cielos en la Roma Antigua. Cuenta la leyenda que una noche el cielo se cubrió de espesas tinieblas, y que en medio de truenos y relámpagos, el entonces fundador de Roma fue arrebatado por los dioses. Por lo que más tarde se le reconocería como Quirino o dios de la lanza, título que se le daría por su carácter guerrero. Era uno de los dioses principales del panteón romano.
La única acción mitológica que se le atribuye como dios fue deificar a su propia esposa Hersilia.
Formaba parte de la tríada arcaica junto a Júpiter y Marte, sustituyendo al Jano de la primera Tríada.
Además, un flamen mayor especial cuidaba de su culto, el flamen quirinalis, situado en el Quirinal.
Rómulo Deificado
A finales del siglo I a. C., Quirino sería considerado la deificación del legendario primer rey, Rómulo.
En su obra *Vida de Rómulo*, Plutarco escribió que, poco después de la desaparición del fundador de Roma bajo circunstancias que algunos consideraron sospechosas, un noble romano llamado Proculus Julio informó que Rómulo se le había aparecido mientras viajaba. Según Proculus, Rómulo le había instruido que dijera a sus compatriotas que él, Rómulo, era Quirino.

## Representación
Se representa a Rómulo-Quirino con atributos militares y religiosos y una corona de mirto, combinando los vestidos de los Pontifex Maximus romanos con los de general exitoso.

## Festivales
Su fiesta era la Quirinalia, celebrada el 17 de febrero.